# Історія пошти та поштових марок Лівії
Історія пошти та поштових марок Лівії охоплює ранній (домарочний) період, період пошти часів Оттоманської Імперії (1878—1911), італійський колоніальний період, період Другої світової війни та період незалежної Лівії

## Період Оттоманської імперії
Сучасна поштова система Лівії почала формуватися за часів династії Караманлітів. В період з 1711 до 1835 року території Лівії біля Триполі та південніше лише номінально входили до Оттоманської Імперії, а насправді були незалежними. Наприкінці 18 століття султан Караманлі почав заохочувати появу поштових відділень європейських країн в Триполі, шукаючи як прибутку, так і альтернативі Туреччині для пересилки пошти. Головними консульскими поштами стали консульство Франції та консульство Сардинії. При цьому листи, що прямували до Європи, переважно переправлялися або через Мальту (для Триполі), або через острів Крит (для Бенгазі), де вони франкувалися відповідно до стандартів, прийнятих на пошті цих країн.
Хоча Оттоманська Імперія не була у захваті від появи поштових відділень іноземних держав в Лівії, вона не порушила вже укладених угод, і обидва консульскі поштові відділення — як Франції, так і Сардинії, яке пізніше увійшло до складу Італії — продовжували функціонувати в Триполі до втрати турецького контролю над Лівією.

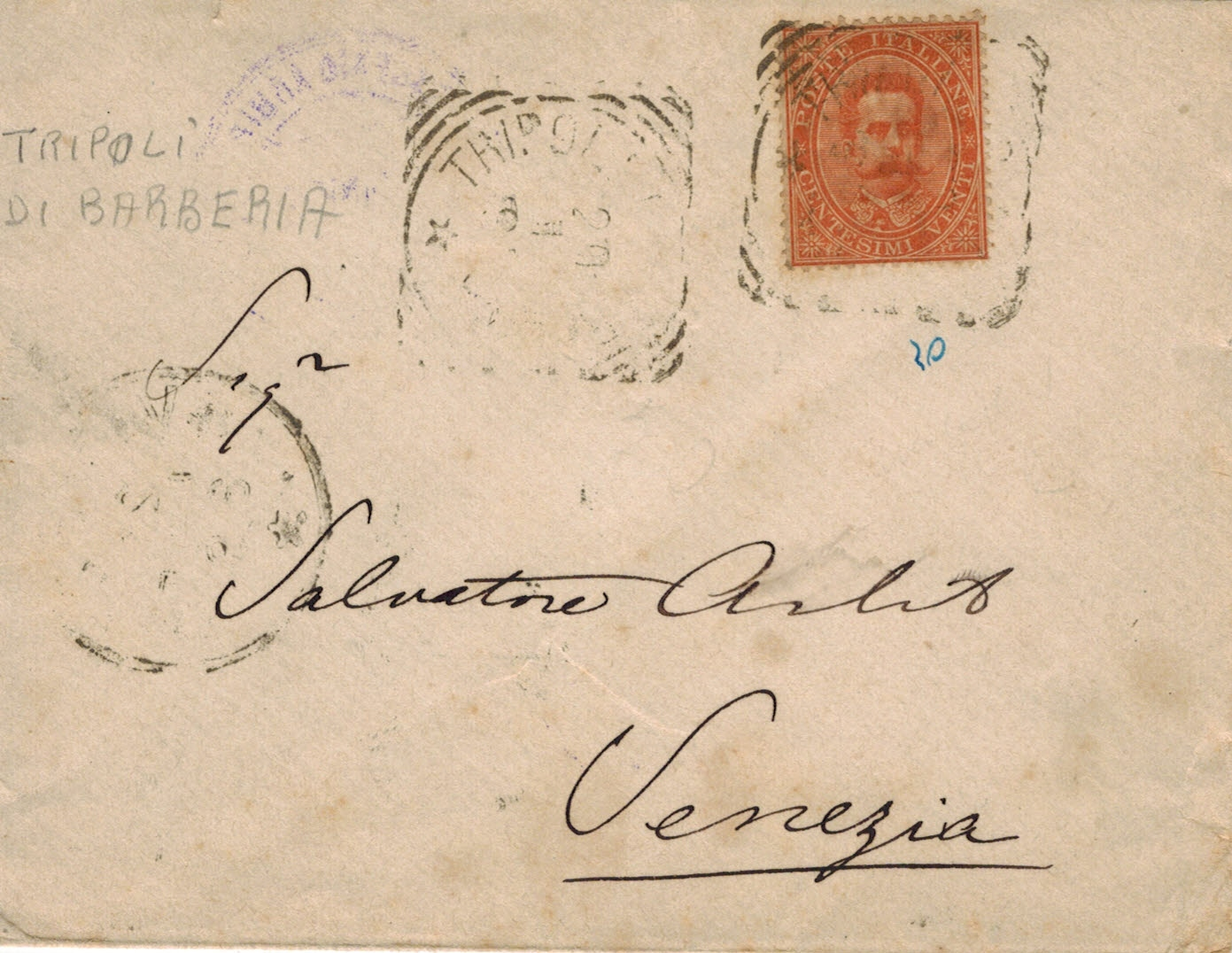
Лист з італійського поштового відділення в Триполі, франкований маркою Італії

Оскільки обидва поштові відділення належали до внутрішніх поштових систем Франції та Італії відповідно, то для франкування листів вони використовували марки Франції та Італії, а через поштову угоду між Великою Британією та Італією відомі листи з Триполі, які франковані марками Великої Британії. В період 1878—1889 років в італійському відділенні в Триполі вживалися марки Італії з наддруківкою «Estero» для вжитку за кордоном.

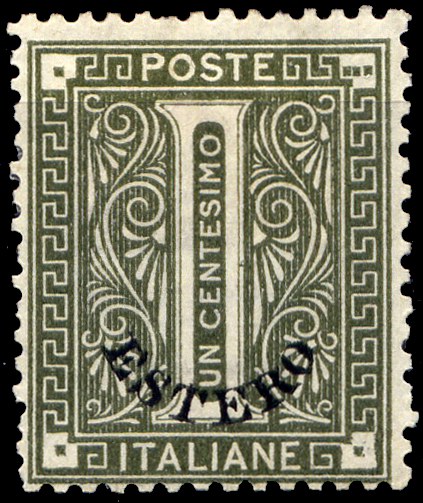
Марка Італії з наддруківкою «Estero» для вжитку в поштових відділеннях Італії за кордоном

В ситуації з європейськими поштовими відділеннями в Триполі іноді виникає плутанина через наявність низки поштових відділень у ліванському Триполі. Італійське поштове відділення існувало лише в лівійському Триполі, австро-угорське, єгипетське та російське — лише у ліванському Триполі, а французькі та оттоманські поштові відділення були як в лівійському Триполі (Tripoli di Barberie або Tripoli d'Afrique), так і в ліванському Триполі (Tripoli Syrie).
В той же час Оттоманська Імперія, що на власні очі бачила розвиток пошти в Європі, почала розширювати мережу своїх поштових відділень в Лівії. Довгий час вважалося[ким?], що перші відділення Оттоманської Імперії з'явилися лише у 1899 році (це було встановлено за датами на двомовних штемпелях пошти), однак турецька література вважає, що найраніші відправлення, франковані марками, з'явилися у 1880-х роках, а перші листи з офіційними штампами суду могли з'явитися у 1870-х. В цілому, Оттоманська Імперія доповіла Всесвітньому поштовому союзу про 72 поштові відділення; листи відомі з 28 з них. Через некоректну інформацію з книги Соркіна «Пошта йде до людей» часто поширюється інформація про те, що листи з цих поштових відділень йшли лише до Туреччини; це невірно: пошта Оттоманської Імперії слала листи як у будь-яке поштове відділення Оттоманської Імперії, так і напряму за кордон, наприклад, через Мальту. Можливо, в цьому випадку автор переплутав обмеження, що певний час накладалися на листи, які відправлялися з закордонних поштових відділень, оскільки їх дійсно можна було відправляти лише власноруч.
Приблизно у 1888 році з'являється перша марка, яку було виготовлено на території Лівії для вжитку у Лівії: ця честь належить наддруківці у 5 сентесимо на бісекті марки у 10 сентесимо, що було виготовлено в італійському поштовому відділенні, за припущеннями — через нестачу марок у 5 сентесимо для нового тарифу у 25 сентесимо.

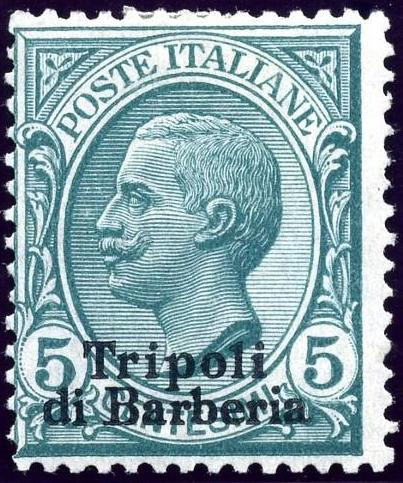
Випуск для Триполі 1909 року

У 1901 році Італія відкрила друге поштове відділення на сході Лівії, в Бенгазі. Договір з Оттоманською Імперією, що регламентував роботу нового поштового відділення, відрізнявся від такого для Триполі, оскільки на цей час Оттоманська Імперія вже увійшла для Всесвітнього поштового союзу. Це призвело до появи перших марок, виданих спеціально для поштових відділень в Туреччині: правила ВПС встановлювали тариф на міжнародну пересилку листів з Туреччини на рівні 25 сантимів, або 1 піастру. В той же час, поштове відділення в Італії, що розташовувалося в Бенгазі, продавало італійські марки, деноміновані в сантимах, за фіксованим курсом піастру, який відрізнявся від курсу ВПС — за цим курсом вартість піастру дорівнювала 35 сантимом. Аби уникнути збитків на курсовій різниці, за декретом 1901 року Італія видала серію марок вартістю 25 сентимів з наддруківкою в 1 піастр для вжитку в Бенгазі та в італійському офісі в Ханьї (La Canea) на Криті; ці марки вживалися або для міжнародних відправлень за межі Італії, або для заказних листів. Для цієї мети в поштовому відділені в Бенгазі іноді вживалися марки, видані для Ханії.
Перші поштові марки для Триполі було видано у 1909 році; це були наддруківки на марках Італії, що не змінювали їхній номінал в сентімах та лірах.
Італійське поштові відділення в Триполі і Бенгазі влилися до італійської поштової системи з початком італо-турецької війни. Французьке поштове відділення проіснувало ще довше і було закрито вже за колоніальних часів, у 1913 році.
Останнє видання марок Італії з наддруківкою «Tripoli di Barberia» було здійснено у 1915 році. Статус цих марок не є визначеним до кінця, оскільки їх вжиток не був затверджений офіційним декретом, а відомий вжиток цих марок на поштових документах вказує на те, що для сплати пошти вони не використовувалися. В той же час, через низку поразок від повстанських армій станом на середину 1915 року італійці дійсно контролювали лише Триполі та Бенгазі, тому у підготовці марок для вжитку в Триполі міг бути певний зміст.
Особливістю філателістичного матеріалу з Лівії є наявність великої кількості листівок, на яких вжиток марок носить суто сувенірний характер, незважаючи на наявність штемпелів поштових відділень, схожих на офіційні. Такі листівки можуть мати найнеймовірніші комбінації з франкінгу та гашення (наприклад, одночасні марки Італії та Туреччини, гашені штемпелем поштового відділення Франції з датою, що передує виданню частини марок), але ніколи не мають штемпеля поштового відділення місця призначення, оскільки такі листівки призначалися для пересилання в конверті.

## Італійський колоніальний період

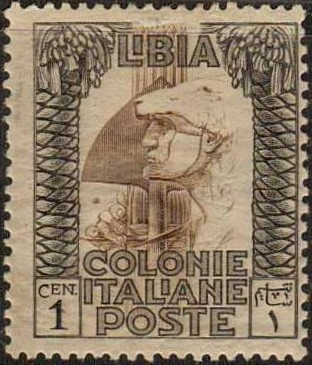
Марка італійської Лівії 1921 року

У 1911 році Італія розпочала війну з Туеччиною на території Лівії. Це призвело до різкого збільшення поштових відправлень з Лівії в Італію, тому протягом 1911—1912 на території Лівії використовувалися як марки Італії та її відділень, так і безмаркові конверти польової пошти. Для італійських військових було надруковано спеціальні листівки, що позначували територію як Tripolitania Cyrenaica. На відміну від італійської армії, в турецькій армії не було системи польової пошти — вона з'явилася лише після війни як реакція на недоліки кампанії у Лівії. В той же час, цивільна поштова система Оттоманської Імперії продовжувала працювати у тих містах Лівії, що лишалися під контролем турків. Відомі навіть окремі конверти, франковані турецькими марками, які було відправлено італійською системою, але їхній статус недостатньо вивчений, і може пояснюватися як італійськими декретами про обмін валюти, так і суто філателістичним характером таких відправлень.
У 1912 році, після мирної угоди між Туреччиною та Італію, що затверджувала статус Лівії як турецьких провінцій під управлінням Італії, було здійснено перший випуск марок Лівії; це були наддруківки Libia на марках Італії, що мали номінали у лірах та сентімах. Цікаво, що випуск марок Лівії було затверджено тим самим декретом, що й випуск наддруківок на марках Італії для вжитку на кожному з Егейських островів; це пояснюється тим, що за мирною угодою 1912 року Італія була зобов'язана повернути Оттоманській Імперії ці острови в обмін над контроль над Лівією.
Перші марки, надруковані спеціально для Лівії, з'явилися у 1921 році; серії з дизайном цих марок перевидавалися до кінця 30х років і були дійсними на території усієї Лівії.
У 1923 році територію Лівії було розподілено на колонії Триполітанія та Киренаїка та військову територію Лівія. Плани розподілу існували ще за часів республіканського уряду, тому перші марки Триполітанії та Киренаїки було виготовлено ще у 1922 році. Це були наддруківками на марках Італії, що святкували 50-річчя від смерті Джузеппе Мадзіні. Однак прихід до влади Мусоліні призвів до того, що формальний розподіл було затверджено лише на рік пізніше, тому ця серія не потрапила у поштовий обіг. Іншим приводом могло стати ставлення Муссоліні до поглядів Мадзіні — наддруківки на тих самих марках для Еритреї та Сомалі теж не було офіційно затверджено.

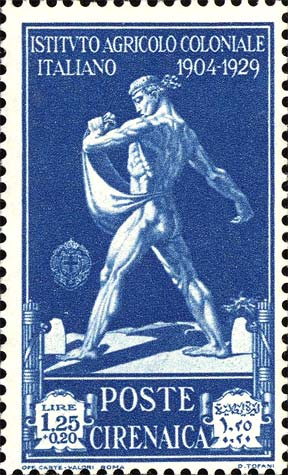
Марка італійської Киренаїки

Марки Триполітанії та Киренаїки видавалися до 1934 року — це були майже виключно сувенірні випуски та випуски авіапошти та експрес-пошти; для звичайної поштової кореспонденції вживалися також поштові марки Лівії. Хоча адміністративно південна Лівія існувала окремо від Триполітанії та Киренаїки, поштові відділення на її теренах належали до поштових систем Триполітанії або Киренаїки, і не становили окрему систему.
У 1932—1933 роках Італія видала кілька сувенірних серій марок для вжитку в італійських колоніях; ці серії вживалися на території Лівії.
На межі 1934—1935 років окремі колонії Триполітанія та Киренаїка адміністративно об'єднуються в Лівію. Цей процес триває весь 1935 рік і завершується фактично у 1936 році — в цей рік пошта Лівії робить наддруківки на марках Триполітанії та Киренаїки і видає перші марки для виставки в Триполі з надписом «Лівія». Цікаво, що непорозуміння між урядом Лівії та Італією призводять до ряду філателістичних курйозів: так, марки виставки Триполі могли вживатися лише на території Триполітанії, а всі випуски марок Лівії періоду 1936—1937 років було офіційно затверджено лише в 1938 році, навіть після того, як частина з них перестали діяти.
З 1927 по 1939 роки для міжнародного ярмарку в Триполі видавалися окремі сувенірні марки з нагоди виставки. Статус цих марок за межами виставки постійно змінювався, як і надпис країни видання на марках: у 1927—1931 роках це була Італія, у 1932-33 роках — італійські колонії, у 1933-35 роках — виставка Триполі, а з 1936 по 1940 рік — Лівія. З 1927 по 1936 роках ці марки були дійсні лише в поштових відділеннях Триполітанії, і лише з 1938 року їх вперше можна було офіційно вживати в усіх поштових відділеннях Лівії. Для виставки 1937 року окремі марки не видавалися; було зроблено наддруківку на марках Лівії.
У 1943 році було видано останні марки Киренаїки, які ніколи не були в поштовому обігу. Скоріш за все, цей випуск носив пропагандістський характер.

### Спеціальні випуски з обмеженими умовами дії
В 1933 році для Триполітанії та Киренаїки була видана серія авіапоштових марок Crociera Nord Atlantica для використання виключно для авіапошти до Північної Америки або Європи. По закінченню авіарейсів решток кошт від невжитих марок мав піти на розвиток авіації в Італії.
В 1934 році на марках сьомої виставки в Триполі було зроблено наддруківку Circuito delle Oasi — Tripoli — maggio 1934-XII. Ця серія марок могла бути використана лише для відправлення авіапошти рейсами учасників акції до лівійських оазісів.

## Друга світова війна

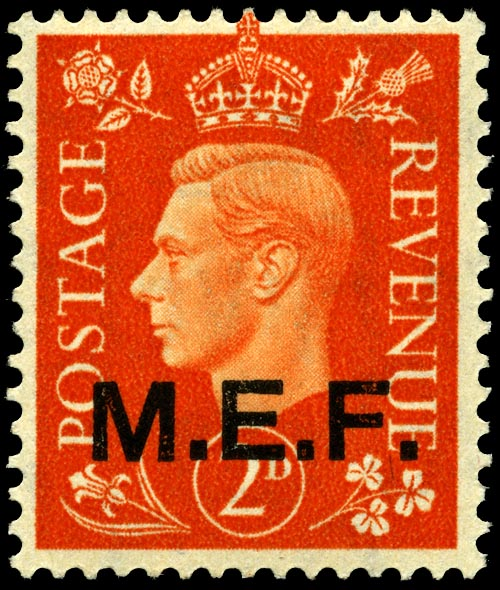
Марки для вжитку британськими військами на Близькому Сході та в Північній Африці, випуск 1942 року

Хоча стратегічне значення Лівії було зрозуміло з перших днів Другої світової війни, захоплення Франції та встановлення панування режиму Віші в Північній Африці перетворило Лівію на один з найважливіших фронтів як для союзників, так і для країн Осі. Справа в тому, що в Єгипті лишався лише дуже невеликий — приблизно 35 тисяч — гарнізон британської армії, яка, до того ж, опинилася в напівізоляції від метрополії, тоді як в Лівії знаходилося більше 200 тисяч солдат італійської армії, які, до того ж, мали безперебійний зв'язок з Італією. Через це обидві сторони, але в першу чергу — Італія та Велика Британія, стали готуватися до військових дій, що наклало свій відбиток на типи кореспонденції та франкування, що вживалися на території Лівії.
В 1940 році після вступу Італії в війну, Італія видає нову військову поштову листівку для своєї армії. Ця листівка використовується на терені Лівії; додаткові поштові сплати здійснюються як марками Італії, так і марками Лівії. В цей час армія Великої Британії, що знаходиться в Єгипті, не має поштової угоди з Єгиптом, тому вимушена франкувати листи марками Єгипту. Паралельно, на території Єгипту починають концентруватися угруповування армій союзників.
У 1940 році британська армія розпочала активні бойові дії на східному кордоні Лівії, що призвело до захоплення міста Торбук на початку 1941 року. В той же час на території Лівії використовуються марки усіх країн Британської Співдружності, які воювали на боці Великої Британії: Австралії, Нової Зеландії, Індії та Південної Африки.
Окремо слід зауважити наявність поштових відділень «польської польової пошти», що обслуговувала частини Війська Польського, які воювали на боці Англії у Другій світовій війні; хоча вони на той час використовували марки Англії, Єгипту або безмаркові листи, ці частини мали окрему поштову систему з власними штемпелями, та брали участь в штурмі Тобруку.
Поразка італійців під Тобруком призвела до розгортання військ Німеччини на чолі з Роммелем в Африці, та, як наслідок, масового вжитку німецької польової пошти. Війська Німеччини вживали виключно безмаркову польову пошту, яку можна визначити лише за кодом відділення польової пошти та датою пересилки. Через поштову угоду з Італією, яка пересилала листи авіапоштою, у вживанні марок Рейху на території Лівії не було необхідності, а окремі відомі листи з марками німецької авіапошти вважаються такими, що мають лише філателістичну мету.
В 1941 році внаслідок втрати Італією Східної Африки частина нового випуску марок для Італійської Східної Африки було вжито в Лівії.
Під час другого штурму Торбуку у 1942 році до британців приєдналися частини армії Вільної Франції, які вживали марки Вільного Французького Леванту для сплати частини додаткових послуг. За даними каталогу Івер, на території Лівії вживалися марки вільної французької Екваторіальної Африки та Західної Африки.
Протягом 1942 року британські війська відвоювали середземноморське узбережжя Лівії, тому для поштових цілей вони почали використовувати марки Великої Британії, а з 1943 року — марки британських сил на Близькому Сході з наддруківкою MEF. Зрідка для сплати використовувалися марки Великої Британії без наддруківок, а в виключних випадках — марки EAF, видані для вжитку в Ефіопії та Сомалі.
У 1942-43 роках війська Вільної Франції окупували Феццан на південному заході Лівії. Певний час у Феццані використовувалися марки італійської Східної Африки, які гасилися особливим штампом колони Леклерка. У 1943 році на марках Італії було зроблено дві серії наддруківок: 'Fezzan Occupation Francaise' та 'RF Fezzan'. З 1 вересня 1943 року Феццан став адміністративною частиною французького Алжиру та використовував його марки для поштових цілей.

### Спекулятивні випуски
Під час Другої світової війни — та по її закінченню — було здійснено кілька спекулятивних приватних випусків поштових марок, що не мали поштової мети, але несли певний історичний зміст.
Найвідомішим випуском є наддруківки Tobruch на марках Італійської Східної Африки. Вважається, що в 1942 році група італійських офіцерів вирішила відзначити таким чином взяття Тобруку, тому зробила наддруківки гумовим штемпелем, вживаючи фіолетові чорнила. Ці наддруківки виявилися достатньо популярними у філателістів, настільки, що в подальшому стали з'являтися вже підробки цього напівфантастичного випуску, де наддруківки вже робилися типографським способом. Також відомі фантастичні наддруківки Tobruk на марках німецької польової пошти.

## Період тимчасовоі адміністрації Лівії
Хоча Франція наполягала на приєднанні Феццан до Алжиру, ця зміна кордонів не була схвалена Англією та США, тому у 1946 році Феццан знов стає окремою територією та починає випускати марки як Військова територія Феццан-Гадамес (Territorie Militarie du Fezzan-Ghadames). У 1948 році її поділяють на окремі території Феццан (Territorie Militarie du Fezzan) та Гадамес (Territorie Militarie du Ghadames), кожна з яких випускає свої марки. У листопаді 1949 року ООН приймає резолюцію про об'єднання Лівії в єдину державу. Для перехідного періоду Франція об'єднує Феццан та Гадамес в одну територію Феццан; ця територія видає марки з надписом Territorie du Fezzan або просто Fezzan.
Випуски марок французького Феццану вживалися одночасно до 1952 року включно та не мали певного терміну придатності. Значна кількість листівок з марками випусків для території Феццан та військової території Гадаміс має суто філателістичний характер через обмежену територію розповсюдження та термін дії, тоді як для поштових цілей вживалися переважно марки Феццану та Гадамісу ранніх випусків.
Під контролем Великої Британії лишаються Триполітанія та Киренаїка, які продовжують користуватися марками MEF. У 1948 році Велика Британія видає першу серію марок для вжитку в Триполітаніі — це є марки Великої Британії з наддруківкою BMA Tripolitania (Tripolitania — British Military Administration). Це було пов'язано з переходом на місцеву валюту (MAL — military administration liras, або ліри військової адміністрації) та відмовою від вжитку марок MEF, які були номіновані в британській валюті.
У березні 1949 року Киренаїка отримує незалежність та починає випускати власні марки. Велика Британія змінює статус території на цивільну адміністрацію та видає марки з надписом BA Tripolitania (Tripolitania — British Administration). Відомі окремі листи, франковані марками як BMA Tripolitania, так і BA Tripolitania, але вони є рідкістю.
У 1951 році усі території об'єднуються в Лівію. Перший випуск поштових марок Лівії здійснюється у грудні 1951 року. Він складається з марок Киренаїки надрукованих Libya та номіналами у трьох валютах: міллемах для вжитку в Киренаїці, військових лірах — для вжитку в Триполітанії, та франках — для вжитку в Феццані. Перехідний період, під час якого вживалися марки, номіновані в валюті Триполітанії та Феццану, тривав до 31 квітня 1952 року; марки, видані для Киренаїки, не втрачали дійсності, оскільки вони мали номінал в валюті Лівії.

## Незалежна Лівія
З 1951 по 1968 рік Лівія випускає власні марки. В цей час назва держави на марках неодночасно змінюється: наприклад, використовувалися такі назви, як Kingom of Libya, United Kingom of Libya, Libya тощо.
У 1968 році внаслідок державного перевороту до влади приходить Муамар Кадаффі. Безпосередньо після перевороту з марок та поштових конвертів викреслюються згадки про королівство; в подальшому поштові відправлення, що вживають марки, що було видано за часів монархії, спочатку отримують додатковий штемпель LAR, а пізніше і зовсім перестають відзначатися. З 1968 по 1973 рік Лівія видає марки з написом LAR (Libyan Arab Republic — арабська республіка Лівія); частина цих марок не має написів англійською. З 1973 року й до падіння режиму Кадаффі Лівія видає марки як Джаміхірія Лівія, що відображає зміни до конституції.
З 2011 року Лівія видає марки під назвою Лівія. Ці марки вживаються обома сторонами громадянського конфлікту в Лівії для нечислених міжнародних відправлень.